# Lisebergstornet
Lisebergstornet är ett torn i Göteborg som står inne på Liseberg. I tornet finns åkattraktionen Atmosfear som invigdes 2011 och är ett fritt-fall. Tornet är 116 meter högt och toppen når 146 meter över havet. När tornet invigdes 1990, i samband med att Spaceport Liseberg öppnade på Liseberget, bestod åkattraktionen av en utsiktshiss och kallades just Lisebergstornet.

## Historik

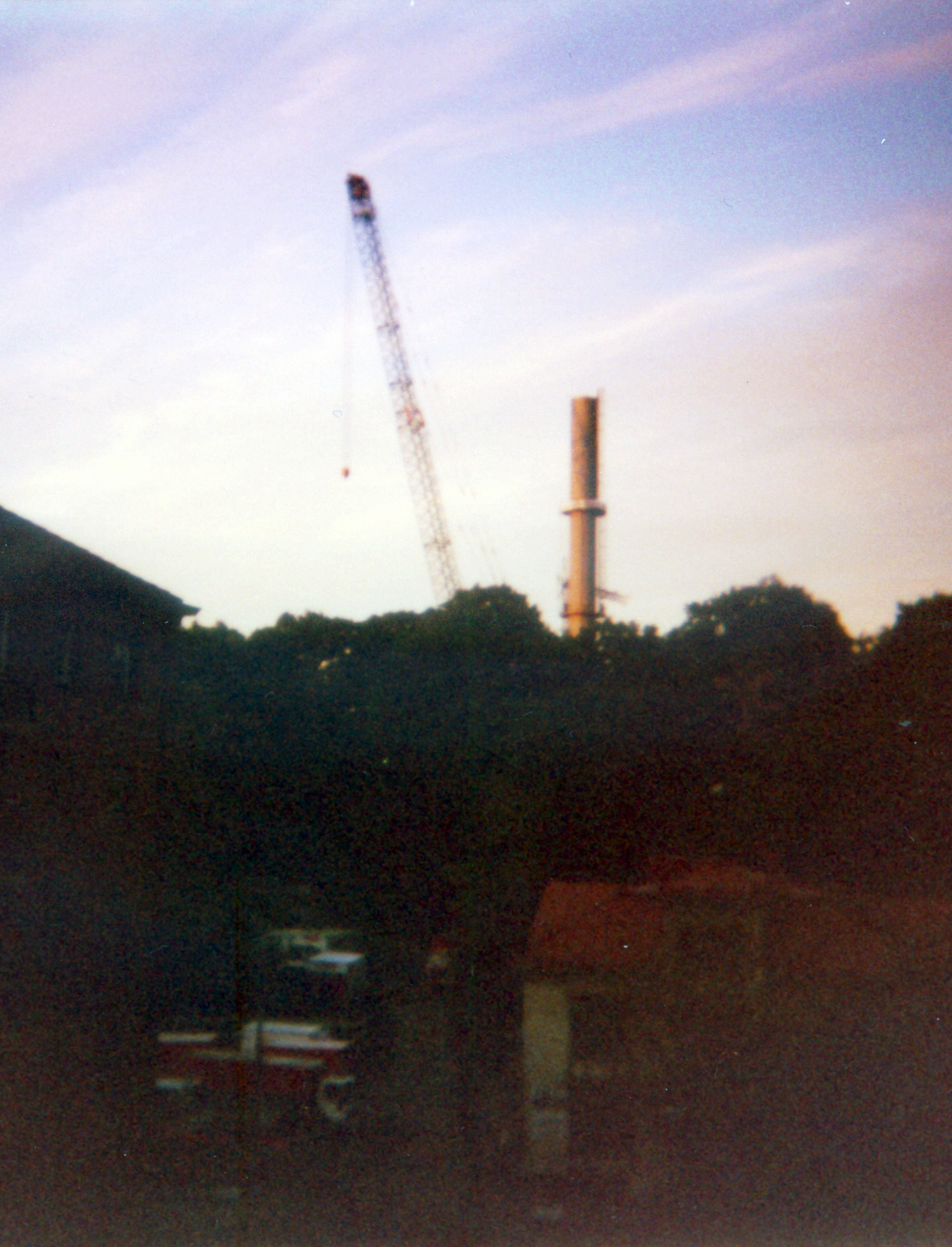
Lisebergstornet under byggtiden 1989.

Det gamla Lisebergstornet byggdes 1927 och låg på lövskogskullen lite längre ner på berget, mellan nuvarande torn och Örgrytevägen. Det hade byggts på fundamentet till den gamla linbanan som gick mellan Liseberg och Ostindiska tornet vid Näckrosdammen under Jubileumsutställningen i Göteborg 1923. Tornet användes som ett färgglatt reklamtorn fram tills att det brändes ner av en pyroman 1938.
På 1980-talet började man skissa på ett nytt Lisebergstorn. Flera förslag gjordes, bland annat ett torn som skulle bli högre än Eiffeltornet (över 320 meter högt). Det förslaget ritades av Gunnar Werner på White arkitekter och modellerades av Staffan Lind på Modell & Form AB. Lind gjorde flera olika modeller av Lisebergstornet mellan 1984 och 1985, men inga av dem förverkligades. Det höga tornet skulle ha haft både en roterande utsiktsplats och en roterande restaurang, och skulle ha placerats på samma plats som dagens lägre torn.
1989 påbörjades bygget av det 116 meter höga Lisebergstornet. Utsiktstornet försågs med en 47 ton tung glaskabin (en hiss) utanpå tornet, med en motvikt på 52 ton inne i tornet. Kabinen, som kunde ta maximalt 65 passagerare, lyftes med hjälp av vajrar. Den första offentliga åkturen i utsiktstornet gjordes i april 1990. Åkattraktionen kallades då för UFO 23, men redan 1991 ändrade man namnet till Lisebergstornet.
Inför 2009 års säsong byttes styrsystemet för kabinen ut.
Den 30 maj 2010 gjordes den sista åkturen i Lisebergstornet. Samma dag stängdes tornet och ombyggnationen till fritt-fall-åkattraktion Atmosfear påbörjades. Atmosfear hade premiär i april 2011.

## Tornet
Tornet är 116 meter högt och når en höjd av 146 meter över havet, vilket gör det till en av Göteborgs högsta byggnader. Dess smalare del under kronan har en diameter på 3,1 meter. Tornet byggdes av den österrikiska firman Waagner Biro AG. Från början var tornet ljusblått, men målades i mitten av 1990-talet om till Lisebergs rosa färg. Till invigningen av Atmosfear 2011 skulle tornet ha målats om till en tonad ljusgråblå nyans, men man hann enbart måla klart spiran i toppen och delar av kronan.
Vid jultid kläs tornet i flera hundra meter långa ljusslingor så att det ser ut som en jättelik julgran, synlig från stora delar av Göteborg. Detta gjordes första gången den 24 november 2000. "Granen" är tänd dagligen på morgonen och kvällen. Ljusslingornas sammanlagda längd är 3,2 kilometer med 160 000 ljus och en vikt på 2 ton. I toppen finns en 300 kilo tung stjärna, utrustad med lysdioder, som dock tillkom några år efter att tornet första gången bekläddes med ljusslingorna.

## Åkattraktioner

### Lisebergstornet (1990-2010)
När Lisebergstornet invigdes 1990 fungerade det som ett utsiktstorn och kallades för UFO 23. Året därpå fick åkattraktionen namnet Lisebergstornet. En inglasad kabin tog åkarna till en höjd av 146 meter över havet.

### Atmosfear (2011-)
År 2011 invigdes Atmosfear som är en åkattraktion där åkarna faller fritt från 146 meter över havet.

## Bilder

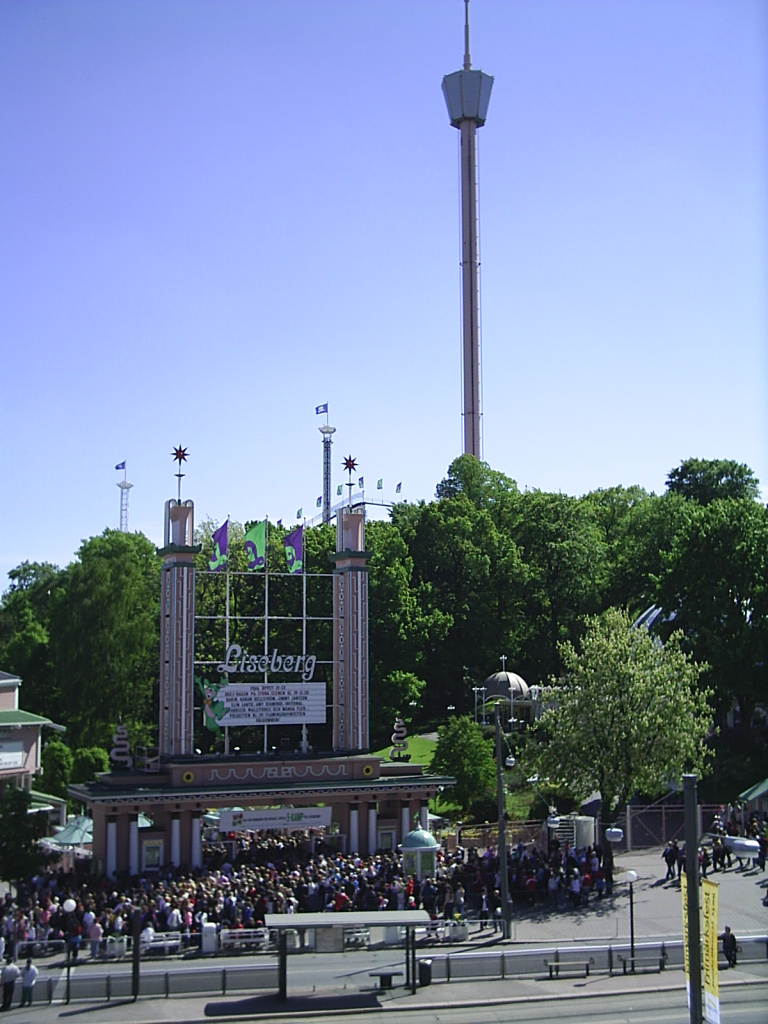
Lisebergsentrén med Lisebergstornet i bakgrunden.
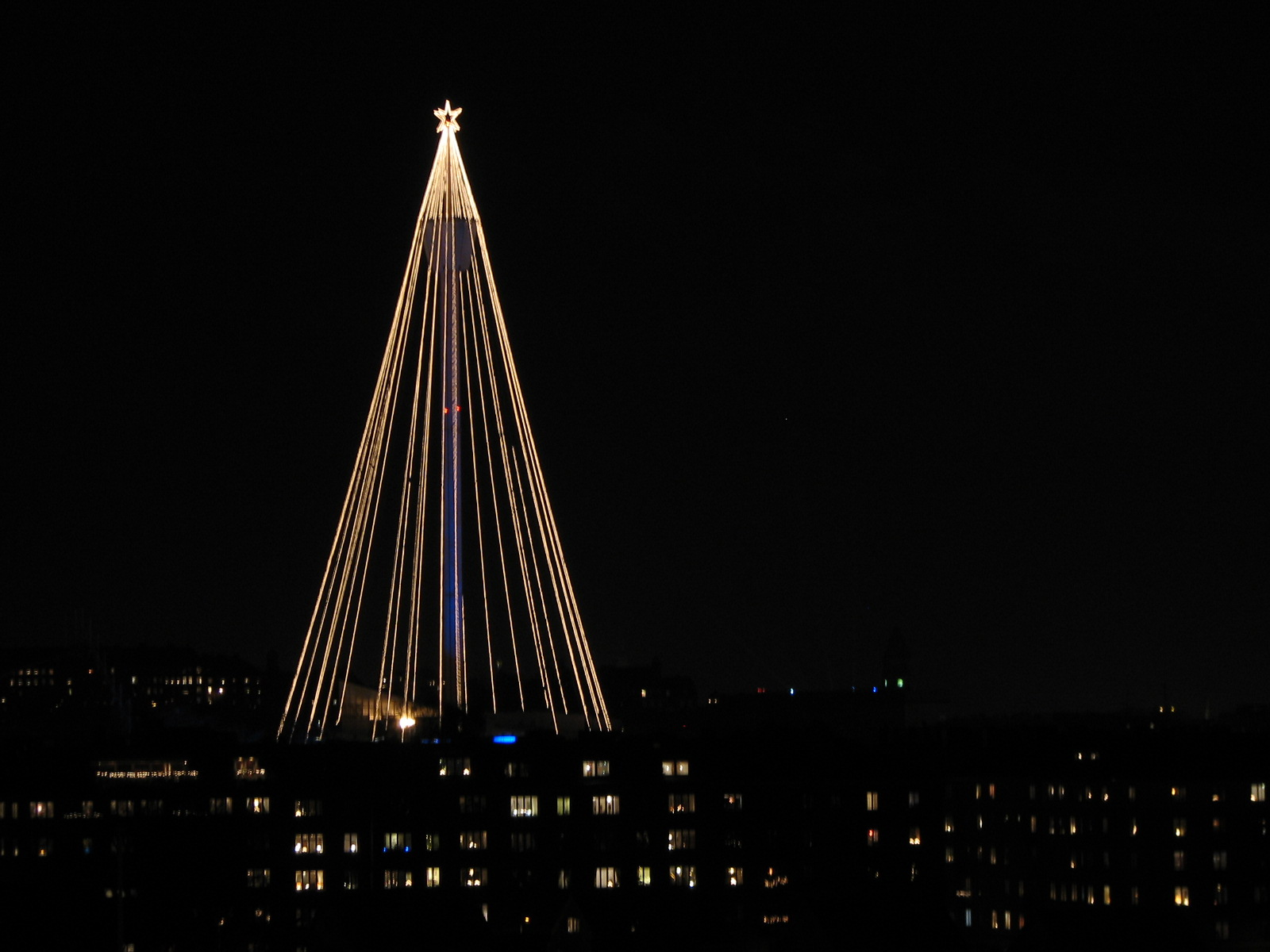
Lisebergstornet i juldekor.
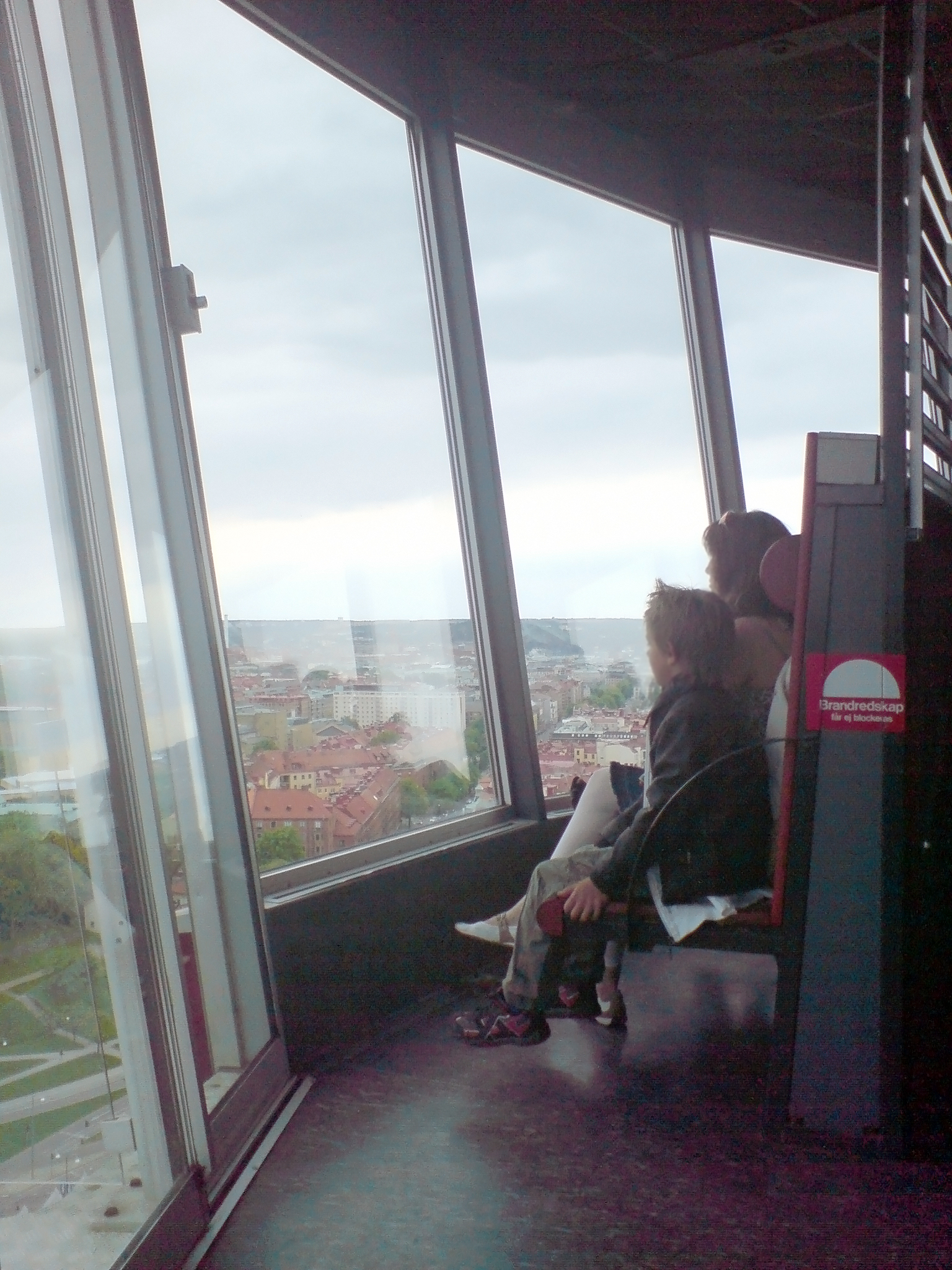
Inifrån Lisebergstornets kabin (fotograferad under åkattraktionens sista dag).
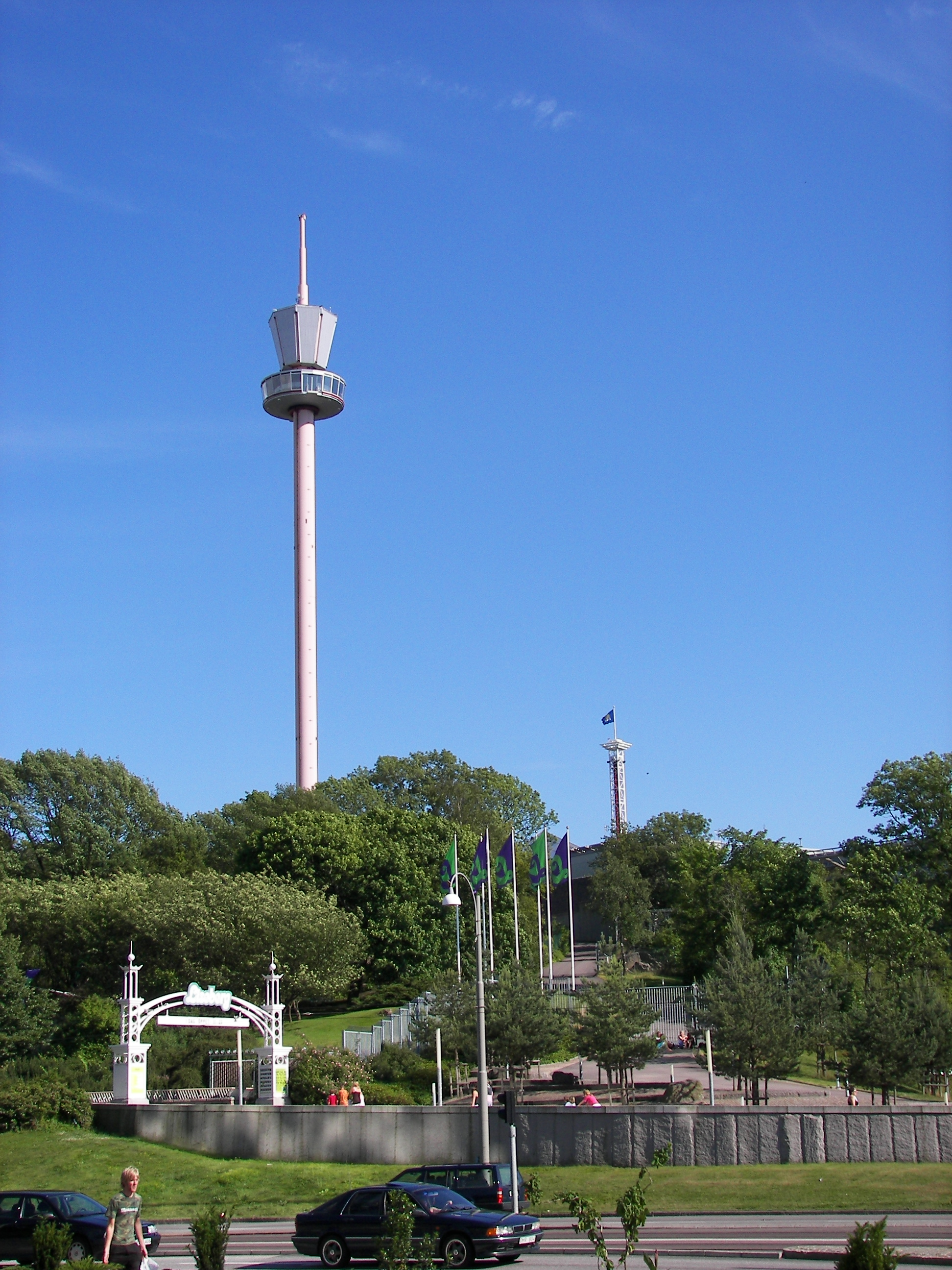
Lisebergstornet med hissen i topp vilken togs bort 2010.
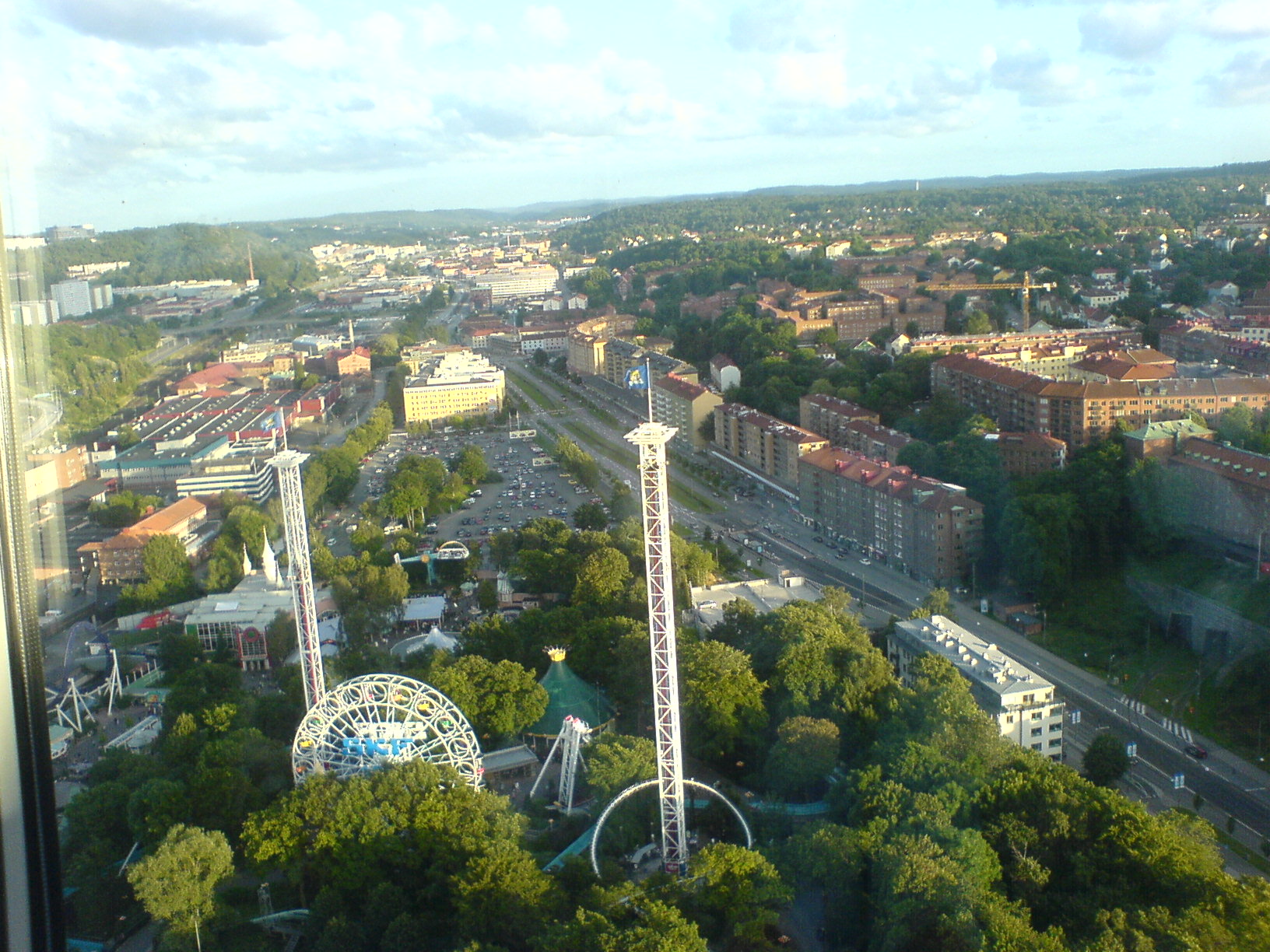
Utsikt söderut från Lisebergstornet.
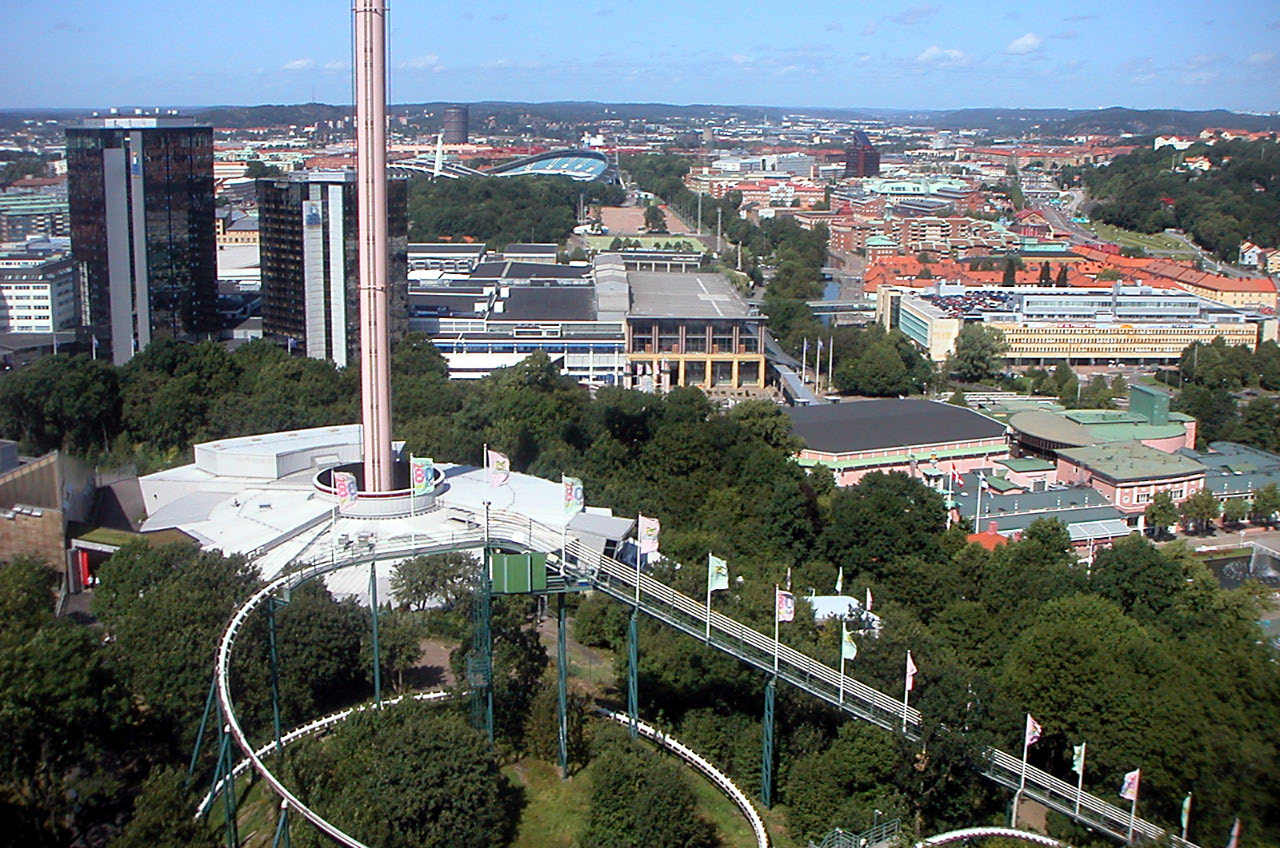
Byggnaden Spaceport Liseberg som omger Lisebergstornet.